# 美國的悲劇
《美國的悲劇》（英語：An American Tragedy），美國作家西奧多·德萊賽1925年的小說。本书是德萊賽成就最高的文学，使他获得了世界声誉。
《美國的悲劇》原名《海市蜃樓》，美國發生切斯特吉萊特在大穆斯湖上，讓格蕾斯·布朗溺死的事件，最後切斯特被判处死刑，德萊塞以此為基礎改編而成，並將謀殺案提升到“一個國家的悲劇”。
1929年，《美国的悲剧》被认为是违反了马萨诸塞州的反淫秽书籍法令，遭到查禁，即“公诉人诉弗雷德案”，1930年5月，进行上诉，最高法院维持了原判。
本書於2005年被時代雜誌評選為百大英文小说。

## 创作来源
本书依一則發生於美國紐約的真實刑事案件改編成小說：1906年7月11日，紐約上州大穆斯湖度假地的主人发现了一艘翻船和一具名叫格雷斯·布朗20岁女子的尸体。切斯特·吉列被指控谋杀了布朗，虽然吉列辩称那是一起意外事故。他最终于1908年3月30日被处以电椅。因布朗写给吉列的情书在法庭上被公读所以该案件引起了国际关注。作者在写本小说几年前把该案件的报纸收集了起来，并仔细地进行了研究。因此本书的男主人公克莱德·格里費斯（英語：Clyde Griffiths）是以吉列为原型而创作的。

## 內容
小说共分三部。第一部描寫一位純真少年克莱德·格里費斯的故事，他出生于穷苦的传教士家庭，有迷人的外貌，从小跟父母沿街布道卖唱。他姐姐爱丝塔和一名演员私奔，不久懷孕，靠母親賺錢支撐生計。克莱特後來在堪薩斯城一家豪华的格林·戴维森旅馆当服务生，结交了赫格伦等壞朋友，一起去嫖妓、吃喝玩樂。他愛上女店员霍藤斯·布里格斯，将自己的薪水都花在霍藤斯的身上，可惜霍藤斯只是在玩弄他。一日他和赫格伦出遊，赫格伦驾车撞死一个小女孩，他怕被牽連，只好前往纽约利克古斯，到處流浪3年。
在芝加哥的一家旅馆工作时，他遇到了到该地出差很有钱的叔父，叔父愿意让克莱德到他在纽约州所拥有的工厂里去工作。于是克莱德后来就来到莱柯格斯的他叔父的纺织厂工作，堂兄（他个性自私刻薄，不喜欢与他长的很像的克莱德）警告他必须安分守己，他卻常去嫖妓，和多名妓女有性關係，他们“在一面大镜子前——这个镜子反射出了他们俩所做的一切事情，平静地脱衣服”。在辛苦了工作一段时间后，他被提拔担任一个女工工作间的工头。后来该工作间来了一位来自贫穷的农村的美丽而纯洁的女工罗伯塔·奥尔登（英語：Roberta Alden），两人于是发生了秘密戀愛（工厂明令禁止上司与员工发生感情）。相互爱对方时，格里費斯想和罗伯塔做愛，罗伯塔起初不肯，但又害怕因此失去他，“他们还是没有能够抵制住冲动，渴望在晚上接近对方的身体，那是一种既渴望又害怕的情形下的一种接触。”后来他却爱上了富家女桑德拉·芬奇利（英語：Sondra Finchley），在得到桑德拉的喜爱后，他梦想着有一天可以与她结婚从而躋身上流社會。不久罗伯塔懷孕，他为了疏远贫穷的罗伯塔，安排罗伯塔墮胎，经过吃药和求助医生后都未获成功，罗伯塔被迫面临要生下孩子。不过罗伯塔要求在生孩子前他与她要先秘密结婚才行（因为她想名正言顺地生下孩子，她允许他在她生完孩子后可以离开她），而格里費斯却不愿意与她结婚并一再拖延（他已经决定要抛弃她了），他之所以谎称愿意同她秘密结婚目的只是要她不要把他们两人的關係公开、以免他失去目前的地位（因为一方面堂兄告誡过他不能与公司里的女工发生感情；另一方面是他想以后通过娶桑德拉而进入上流社会）。最後格里費斯竟然想謀殺罗伯塔。他看到一条“游船倾覆，女孩丧命男友下落不明”的新闻，於是開始設計殺害罗伯塔，一日两人相携到阿丁罗达克山的湖上划船，這時他謀殺罗伯塔的念頭产生动摇，不过在船上他却意外用照相机打中了她的头部导致翻船两人落水，克莱特没有去救不会游泳的罗伯塔，反而独自上岸仓皇而逃。
事情败露后，克萊德逃跑到桑德拉等人的营地进行娱乐活动，最後遭到逮捕，這時美國正在舉行大選，两大政党開始重視這宗溺水事件，为了以后能赢得法院大法官的职位，检察官多方调查取证以求证明克萊德是杀人凶手，不过也有一个助理為了迎合政客秘密製造了假证据（把照相机中放入了一小缕罗伯塔的头发）。克莱特的辩护律师是民主党人，他同被告一起作假证，经过多次审判，克莱特被送上了电椅。克莱特死前还是不明白：他自己是否真的实施了谋杀事件。克莱特的母亲為了營救兒子，四处奔走，大筆的金錢落入律師的口袋，仍回天乏術。

## 改編
本書多次被改編成電影、電視劇、歌劇和音樂劇，其中获得六项奥斯卡奖的1951年電影《郎心如鐵》(A place in the sun)比较有名，该片由George Stevens导演，Harry Brown和Michael Wilson担任编剧，Montgomery Clift、伊莉莎白·泰勒和Shelley Winters主演。